# Alampyris quadricollis
Alampyris quadricollis är en skalbaggsart som beskrevs av Bates 1881. Alampyris quadricollis ingår i släktet Alampyris och familjen långhorningar. Inga underarter finns listade i Catalogue of Life.